# 问津书院
问津书院又名孔庙，位于湖北省武汉市新洲区旧街街道孔子河村。传说春秋末，孔子适楚，经孔子河山南麓，使子路问津于此。自汉代来，孔庙得到官府拜谒和修缮。唐代杜牧、宋代朱熹、元代龙仁夫、明代王阳明、清代于成龙等大儒，曾在书院讲学布道。

## 文物保护情况
2002年11月7日，被湖北省人民政府列为第四批湖北省文物保护单位。
其保护范围为：问津书院（含孔叹桥）及周围一定范围。分别以书院围墙和桥体外边沿为界，四周各向外延伸20米。
其建设控制地带为：以保护范围为界，东面向外延伸至问津书院以东河流西岸边线，南面向外延伸至孔叹桥南侧山体北坡脚线，西面向外延伸至孔叹桥保护范围以西30米，北面向外延伸至问津书院北侧山体北坡脚线。